# Жорж Ю
Жорж Адольф Ю (фр. Georges Adolphe Hüe; 6 травня 1858, Версаль — 7 червня 1948, Париж) — французький композитор.
Почав займатися музикою зі своєю матір'ю. Батько хлопчика був відомим архітектором і хотів, щоб син пішов його шляхом. За рекомендацією Шарля Гуно, який почув його перші твори, хлопчика віддали вчитися музиці. Брав уроки у композитора Еміля Паладіля, а потім навчався в Паризькій консерваторії (зокрема, у Наполеона Ребера). У 1879 році отримав Римську премію за кантату «Медея». У 1922 році став членом Академії витончених мистецтв як наступник Сен-Санса.
Творча спадщина Ю складається із шести опер, поставлених на паризькій сцені з 1881 по 1928 рр.; найбільш успішною була опера «В сутінках собору» (фр. Dans l'ombre de la cathédrale; 1921, за Бласко Ібаньєсом). Жоржу Ю також належать численні вокальні твори, театральна музика. Особливий вплинув на його творчість Ріхард Вагнер (Жорж Ю був почесним громадянином Байройту, міста вагнерівських фестивалів). Сьогодні з його творів виконуються лише деякі інструментальні твори — особливо Фантазія для флейти і фортеп'яно (1913, оркестровка 1923), написана для Адольфа Енбена (а не для Поля Таффанеля, як іноді стверджується), і деякі романси — в першу чергу, «Птахам» (фр. À des oiseaux) і «Я плакала уві сні» (фр. J'ai Pleuré En Rêve).